# 김종수 (배우)
김종수(1964년 11월 30일 ~ )는 대한민국의 배우로 2007년 이창동 감독의 《밀양》에 출연하며 영화에 데뷔하였다.

## 학력
- 배정고등학교 졸업
- 울산대학교 사회과학대학 화학 학사

## 배우 활동
1984년 극단 〈고래〉에 입단해 1985년 연극 〈에쿠우스〉를 시작으로 70여 편의 다양한 연극을 통해 탄탄한 연기력을 쌓아왔으며, 영화 〈밀양〉(2006)으로 스크린에 진출하였다. 이후 영화 〈풍산개〉(2011)에서 30년 연기 내공이 느껴지는 카리스마 넘치는 모습과 폭발적인 감정 연기로 관객들에게 깊은 인상을 남겼고 〈범죄와의 전쟁: 나쁜놈들 전성시대〉(2012), 〈아부의 왕〉(2012), 〈전설의 주먹〉(2013), 〈스파이〉(2013), 〈스물〉(2015), 그리고 충무로의 신흥 대세로 떠오르게 한 〈소수의견〉(2015)으로 스크린에서의 입지를 단단하게 굳혔다.

## 출연 작품

### 영화
- 2007년 영화 《밀양》 ... 신 사장 역
- 2008년 영화 《로맨틱 아일랜드》 ... 이사 1 역
- 2009년 영화 《바람》 ... 화장품 사장님
- 2010년 영화 《용서는 없다》 ... 과거 변호사 역
- 2011년 영화 《플레이》 ... 클럽사장 역
- 2011년 영화 《풍산개》 ... 망명남 역
- 2011년 영화 《기타가 웃는다》 ... 윤철수 역
- 2011년 영화 《히트》 ... 문방구 주인 / 철수 역
- 2011년 영화 《좋은 꿈 꾸세요》 ... 김 사장 역
- 2012년 영화 《범죄와의 전쟁: 나쁜놈들 전성시대》 ... 장 주임 역
- 2012년 영화 《홈 스위트 홈》 ... 마 선생 역
- 2012년 영화 《아부의 왕》 ... 정 상무 역
- 2013년 영화 《전설의 주먹》 ... 민주일보 편집국장 역
- 2013년 영화 《스파이》 ... 백무진 역
- 2014년 영화 《남자가 사랑할 때》 ... 교도소 보안원 역
- 2014년 영화 《파이어드》 ... 한강수 역
- 2015년 영화 《소셜포비아》 ... 교수 역
- 2015년 영화 《몽골리안 프린세스》 ... 영화배우 역 (특별출연)
- 2015년 영화 《스물》 ... 동우 큰 아비저 역
- 2015년 영화 《소수의견》 ... 조구환 역
- 2016년 영화 《검사외전》 ... 박청진 역
- 2016년 영화 《글로리데이》 ... 오 팀장 역
- 2016년 영화 《날, 보러와요》 ... 차 국장 역
- 2016년 영화 《무서운 이야기 3 : 화성에서 온 소녀》 ... 백발노인 역
- 2016년 영화 《양치기들》 ... 고석태 역 (특별출연)
- 2016년 영화 《봉이 김선달》 ... 봉황사기 대감 역
- 2016년 영화 《터널》 ... 시추 간부 역 (특별출연)
- 2016년 영화 《서울역》 ... 피 흘리는 노인 역
- 2016년 영화 《아수라》 ... 은충호 역
- 2016년 영화 《연애담》 ... 지수 아빠 역
- 2017년 영화 《특별시민》 ... 적재적소 광고주 역 (특별출연)
- 2017년 영화 《보안관》 ... 용환 역
- 2017년 영화 《시인의 사랑》 ... 동인회장 역
- 2017년 영화 《7호실》 ... 부동산 중개인 역
- 2017년 영화 《1987》 ... 박종철 아버지 역
- 2018년 영화 《공작》 ... 김 회장 목소리 역
- 2018년 영화 《암수살인》 ... 마수대장 역
- 2018년 영화 《마약왕》 ... 보안계장 역
- 2019년 영화 《극한직업》 ... 치킨집 주인 역 (첫 천만영화)
- 2019년 영화 《증인》 ... 만호 역
- 2019년 영화 《돈》 ... 김 부장 역
- 2019년 영화 《어제 일은 모두 괜찮아》 ... 병원 원장 역
- 2019년 영화 《나를 찾아줘》 ... 최 반장 역
- 2019년 영화 《시동》 ... 공 사장 역
- 2019년 영화 《아버지가방에들어가신다!》 ... 아빠 / 로봇 아빠 목소리 역
- 2020년 영화 《야구소녀》 ... 박 감독 역
- 2020년 영화 《오케이! 마담》 ... 최영철 역 (특별출연)
- 2020년 영화 《삼진그룹 영어토익반》 ... 봉현철 부장 역
- 2022년 영화 《킹메이커》 ... 박기수 대통령 역
- 2022년 영화 《헌트》 ... 안 부장 역
- 2023년 영화 《유령》 ... 황금관 사장 역
- 2023년 영화 《드림》 ... 김환동 역
- 2023년 영화 《밀수》 ... 이장춘 역
- 2023년 영화 《비공식작전》 ... 최강석 장관 역
- 2023년 영화 《천박사 퇴마 연구소: 설경의 비밀》 ... 황 사장 역
- 2023년 영화 《화란》 ... 중범 역
- 2024년 영화 《하이재킹》 ... 공군 비행단장 역 (특별출연)
- 2024년 영화 《리볼버》 ... 본부장 역
- 2024년 영화 《보고타: 마지막 기회의 땅》 ... 근태 역
- 2025년 영화 《로비》 ... 미래모터스 대표 역

### 드라마
| 연도        | 방송사   | 제목                          | 역할            |
| ----------- | -------- | ----------------------------- | --------------- |
| 2013        | KBS2     | 드라마 스페셜 - 당신의 누아르 | 영광            |
| 2013        | KBS2     | 총리와 나                     | 공택수          |
| 2013        | JTBC     | 무정도시                      | 강민섭          |
| 2014        | KBS2     | 드라마 스페셜 - 괴물          | 창훈            |
| 2014        | MBC      | 개과천선                      | 이명환 부대표   |
| 2014        | tvN      | 미생                          | 김부련          |
| 2015        | KBS2     | 징비록                        | 우송당 황윤길   |
| 2015        | KBS2     | 프로듀사                      | 백보선          |
| 2015        | KBS2     | 복면검사                      |                 |
| 2015        | KBS2     | 드라마 스페셜 - 라이브 쇼크   | 사회자          |
| 2015        | SBS      | 육룡이 나르샤                 | 목은 이색       |
| 2016        | tvN      | 피리부는 사나이               | 양청장          |
| 2016        | KBS2     | 뷰티풀 마인드                 | 신동재          |
| 2016        | TV캐스트 | 긍정이 체질                   | 마교수          |
| 2017        | MBC      | 군주 - 가면의 주인            | 주진명          |
| 2017        | tvN      | 아르곤                        | 소태섭          |
| 2018        | KBS2     | 추리의 여왕 시즌2             | 신장구 서장     |
| 2018        | JTBC     | 라이프                        | 구승효의 아버지 |
| 2019        | SBS      | 해치                          | 이이겸          |
| 2019        | SBS      | 배가본드                      | 안기동          |
| 2019        | OCN      | 모두의 거짓말                 | 김승철          |
| 2019        | Netflix  | 킹덤                          | 김순            |
| 2020        | Netflix  | 킹덤 시즌2                    | 김순            |
| 2021 ~ 2022 | JTBC     | 설강화 : snowdrop             | 김만동          |
| 2023        | KBS2     | 어쩌다 마주친, 그대           | 윤병구          |
| 2023        | Disney+  | 무빙                          | 황지성          |
| 2024        | Disney+  | 강남 비-사이드                | 최학구          |
| 2025        | Disney+  | 파인: 촌뜨기들                | 송기택          |

## 수상 및 후보
| 연도 | 시상식                      | 부문                 | 작품                | 결과 |
| ---- | --------------------------- | -------------------- | ------------------- | ---- |
| 1996 | 경남연극제                  | 최우수연기상         | 빈칸                | 수상 |
| 1996 | 경남연극제                  | 작품우수상           | 빈칸                | 수상 |
| 2000 | 울산연극제                  | 우수연기상           | 빈칸                | 수상 |
| 2000 | 울산청소년연극제            | 연출작품 대상        | 빈칸                | 수상 |
| 2002 | 울산예술제                  | 시장공로상           | 빈칸                | 수상 |
| 2006 | 전국연극제                  | 참가작품 대통령상    | 빈칸                | 수상 |
| 2008 | 울산연극제                  | 우수연기상           | 빈칸                | 수상 |
| 2023 | 제43회 한국영화평론가협회상 | 남우조연상           | 밀수                | 수상 |
| 2023 | 제32회 부일영화상           | 남우조연상           | 밀수                | 수상 |
| 2023 | 제10회 한국영화제작가협회상 | 남우조연상           | 밀수                | 수상 |
| 2023 | 제59회 대종상               | 남우조연상           | 밀수                | 후보 |
| 2023 | 제28회 춘사국제영화제       | 남우조연상           | 밀수                | 수상 |
| 2023 | KBS 연기대상                | 남자 조연상          | 어쩌다 마주친, 그대 | 후보 |
| 2024 | 제60회 백상예술대상         | 영화부문 남자 조연상 | 밀수                | 수상 |

## 연기 외 활동

### 광고
| 연도 | 기업명   | 제품             | 비고 |
| ---- | -------- | ---------------- | ---- |
| 2020 | 삼본전자 | 심검 : 검과 마법 |      |